# Rezerwat przyrody Niwa
Rezerwat przyrody Niwa – leśny rezerwat przyrody położony w gminie Sieroszewice, w powiecie ostrowskim, w województwie wielkopolskim.
Utworzony został 28 stycznia 1959 roku w celu ochrony boru mieszanego z udziałem świerku na północnej granicy występowania naturalnego. Rezerwat obejmuje obszar o powierzchni 16,52 ha (akt powołujący podawał 17,08 ha) w obrębie wsi Namysłaki. Obszar rezerwatu podlega ochronie czynnej. Całość rezerwatu znajduje się na terenie Obszaru Chronionego Krajobrazu rzeki Prosny.
Na terenie rezerwatu rosną ponad 140-letnie drzewostany sosnowe. Teren jest interesujący dla naukowców, jako obszar badań nad regeneracją lasów grądowych. Sosnę jednak sukcesywnie się usuwa wprowadzając odnowienia świerkowe, dębowe, bukowe i modrzewiowe. Długoletnie rozplenianie się sosny wpłynęło w rezerwacie na zdegenerowanie biocenoz grądowych.
W trakcie badań mykologicznych stwierdzono tu występowanie 115 gatunków grzybów. Obecne były m.in. sromotnik bezwstydny, podgrzybek czerwonawy i piestrzyca kędzierzawa.
Na terenie rezerwatu znajdują się następujące rośliny objęte ochroną:
- ścisła:
  - bluszcz pospolity (Hedera helix)
- częściową:
  - konwalia majowa (Convallaria majalis)
  - kruszyna pospolita (Frangula alnus)
  - kalina koralowa (Viburnum opulus)